# Coustouges
Coustouges (katalanisch Costoja) ist eine französische Gemeinde mit 93 Einwohnern (Stand 1. Januar 2022) im Département Pyrénées-Orientales in der Region Okzitanien. Sie gehört zum Arrondissement Céret und zum Kanton Le Canigou.

## Nachbargemeinden
Nachbargemeinden von Coustouges sind Saint-Laurent-de-Cerdans im Norden, Maçanet de Cabrenys (Spanien) im Osten, Albanyà (Spanien) im Süden und Serralongue im Westen.

## Bevölkerungsentwicklung
| Jahr      | 1962 | 1968 | 1975 | 1982 | 1990 | 1999 | 2013 |
| Einwohner | 233  | 207  | 171  | 163  | 119  | 134  | 108  |

## Sehenswürdigkeiten
- Die romanische Kirche Sainte-Marie

## Persönlichkeiten
- Francesc Sabaté Llopart (1915–1960), Anarchist und Widerstandskämpfer, lebte in Coustouges
- François Pinault (* 1936), Unternehmer und Kunstsammler, besitzt ein Haus in Coustouges
- Alain Rollat (* 1943), Journalist, besitzt ein Haus in Coustouges
- Shakira (* 1977), Sängerin, besitzt ein Haus in Coustouges